# Castanopsis kweichowensis
Castanopsis kweichowensis är en bokväxtart som beskrevs av Hu Hsien-Hsu. Castanopsis kweichowensis ingår i släktet Castanopsis och familjen bokväxter. Inga underarter finns listade.